# Poissons forhold
For et objekt, der deformeres i en given retning (den aksiale retning), beskriver Poissons forhold, hvordan den relative deformation (tøjningen) i den aksiale retning forholder sig til den tværgående deformationen (i den transversale retning). Hvis fx en ballon presses sammen med hænderne, vil den blive bredere i siderne for at bevare sit volumen.
For elastiske materialer er Poissions forhold ikke afhængigt af den påførte spænding. Forholdet er opkaldt efter den franske matematiker og fysiker Siméon Denis Poisson og er givet ved ligningen
{\displaystyle \nu =-{\frac {\mathrm {d} \varepsilon _{\mathrm {trans} }}{\mathrm {d} \varepsilon _{\mathrm {axial} }}}=-{\frac {\mathrm {d} \varepsilon _{\mathrm {y} }}{\mathrm {d} \varepsilon _{\mathrm {x} }}}=-{\frac {\mathrm {d} \varepsilon _{\mathrm {z} }}{\mathrm {d} \varepsilon _{\mathrm {x} }}}}
hvor
{\displaystyle \nu } er den resulterende Poissons forhold
{\displaystyle \varepsilon _{\mathrm {trans} }} er tværgående træk (negativ for aksiel stress/stræk og positiv for aksiel komprimering)
{\displaystyle \varepsilon _{\mathrm {axial} }} er aksiel stress (positiv for aksiel stress, negativ for aksiel komprimering).
| Fysik | Spire Denne artikel om fysik er en spire som bør udbygges. Du er velkommen til at hjælpe Wikipedia ved at udvide den. |